# Audiometria impedancyjna
Audiometria impedancyjna – metoda audiometrii obiektywnej, opierająca się na pomiarze odruchów mięśnia strzemiączkowego i naprężeniu błony bębenkowej. Jest jedną z najczęściej stosowanych i najbardziej dokładnych metod badania słuchu.

## Podstawy badania
W audiometrii impedancyjnej pomiar polega na pobudzaniu do drgań rezonansowych błony bębenkowej, a wraz z nią całego układu mechanicznego ucha środkowego, za pomocą generatora dźwięku (typowa częstotliwość bodźca pomiarowego stosowanego u dorosłych to 226 Hz, u małych dzieci stosuje się wyższe częstotliwości np. 800 czy 1000 Hz). Rezonans występujący dla danej częstotliwości dźwięku jest wykrywany za pomocą mikrofonu. Na podstawie pomiaru oblicza się impedancję i podatność mechaniczną. W ten sposób ocenie poddawana jest sprawność przewodzenia dźwięku ucha środkowego.

## Testy
Audiometria impedancyjna obejmuje następujące testy:
- tympanometrię,
- pomiar odruchu z mięśnia strzemiączkowego,
- test trąbki słuchowej.

Tympanometria polega na pomiarze oporu akustycznego i ciśnienia w uchu środkowym. Dokonuje się go przez zmianę ciśnienia w przewodzie słuchowym zewnętrznym tak, aby uzyskać takie jakie panuje w uchu środkowym. Takie działanie powoduje że impedancja ucha środkowego jest wtedy najmniejsza, a podatność błony bębenkowej jest największa. Badanie odruchu mięśnia strzemiączkowego przeprowadza się automatycznie, stosując ipsilateralną i kontralateralną stymulację bodźcami o częstotliwościach 500, 1000, 2000 i 4000 Hz.

## Cel badania
Audiometria impedancyjna jest szczególnie pomocna w rozpoznawaniu schorzeń ucha środkowego, takich jak:
- dysfunkcja trąbki słuchowej
- wysiękowe zapalenie ucha środkowego
- otoskleroza
- przerwanie łańcucha kosteczek.

Ponadto służy ona ocenie odruchu mięśnia strzemiączkowego. Jest to szczególnie ważne z uwagi na to, że mięsień ten jest unerwiany ruchowo przez nerw twarzowy, co w rezultacie pozwala wykorzystywać ocenę odruchu w topodiagnostyce porażeń nerwu twarzowego. Badanie to jest również stosowane w ocenie obecności objawu wyrównania głośności (tzw. objaw Metza), co jest szczególnie użyteczne przy protezowaniu słuchu u małych dzieci, w diagnostyce zaburzeń słuchu typu pozaślimakowego oraz w szacowaniu progu słuchowego.